# Le Prince Jean (film, 1934)
Pour les articles homonymes, voir Le Prince Jean.
Pour plus de détails, voir Fiche technique et Distribution.
Le Prince Jean est un film français réalisé par Jean de Marguenat, sorti en 1934.

## Synopsis
Jean s'est engagé dans la Légion étrangère à la suite d'une querelle avec son père. Lorsqu'il revient, son frère a usurpé son titre et la femme qu'il aimait est fiancée à un autre.

## Fiche technique
- Titre : Le Prince Jean
- Réalisation : Jean de Marguenat
- Scénario :  Paul Schiller  d'après l’œuvre éponyme de Charles Méré (1923)
- Décors : René Renoux
- Photographie : Enzo Riccioni
- Musique : Adolphe Borchard
- Société de production : Fox Film
- Pays :  France
- Format : Noir et blanc - Son mono - 1,37:1
- Genre : Film dramatique
- Durée : 95 minutes (1 h 35)
- Date de sortie : 
  - France : 21 décembre 1934

## Distribution
- Pierre Richard-Willm : Le prince Jean d'Axel
- Nathalie Paley : Claire d'Arlong
- Nina Myral : Madame de Grivelles
- Alexandre Arnaudy : Liétard (comme Arnaudy)
- Roger Karl : Le comte de Wavre
- Aimé Clariond : Le baron d'Arnheim
- Jean Debucourt : Le prince Léopold d'Arnheim
- Gaby Basset : Fernande
- Germaine Le Senne : La comtesse d'Osterwick
- Georges Prieur : Le comte d'Osterwick
- Anthony Gildès : Le conseiller Keller
- Valdini : Le chanteur italien
- Doumel : Le garçon de café
- Henri Jullien : Monsieur François
- Georges Paulais : Harlingen